# 鳥越 (台東區)
鳥越（日语：／ Torigoe */?）是東京都台東區的地名。現行行政地名為鳥越一丁目與鳥越二丁目。2013年8月1日為止的人口有2,737人。郵遞區號為111-0054。

## 地理
位於台東區南部，屬淺草地域。東至新堀通，接藏前。南至藏前橋通，接淺草橋。西至清洲橋通，接台東。北鄰小島、三筋。一丁目與二丁目以南北向的左衛門橋通為界。
町內為住商混合區。一丁目有東京大空襲中倖存的昭和初期街區。町內有以鳥越祭聞名的鳥越神社。

## 歷史
古時為鳥越村。1964年（昭和39年）實施新住居表示。

### 地名由來
源自地內的鳥越神社。

## 交通
町域內沒鐵路車站，東側有都營淺草線藏前站，北側有都營大江戶線、筑波快線新御徒町站，南側有JR總武線淺草橋站。

## 設施
- 鳥越神社 - 地名的由來。
- 壽松院 - 淨土宗。山號寺號為不老山無量寺。
- 信入院 - 淨土宗。
- 長壽院 - 淨土宗。
- 配菜橫町 - 鳥越一丁目的商店街。

## 備註
1. ↑  住民基本台帳による町丁名別世帯人口数 平成２５年８月１日現在[]

## 外部連結
- 台東區官方網站 （页面存档备份，存于）